# 朱深
朱 深または朱 㴱（しゅ しん、1879年〈光緒5年〉 - 1943年〈民国31年〉7月2日）は、中華民国の政治家・検察官・法務官僚・実業家。字は博淵。北京政府では安徽派に属し、後に中華民国臨時政府、南京国民政府（汪兆銘政権）華北政務委員会にも参加した。

## 事績

### 北京政府時代
清末に日本へ留学する。1912年（民国元年・明治45年）7月、東京帝国大学法学部法律学科（ドイツ法兼修）を卒業し、併せて法学士の称号を取得した。
帰国後の1912年7月26日に北京政府で法典編纂会纂修となり、翌1913年（民国2年）8月24日には総検察庁検察官に任命された。さらに京師地方検察庁検察長署理や京師高等検察庁検察長署理も務めている。1915年（民国4年）1 月27日、中大夫の位階を授与され、上大夫銜を加えられた。同年11月4日、総検察庁検察長に昇進した。この他にも約法会議議員資格審定会会員や司法官懲戒委員会委員も兼ねている。
1918年（民国7年）3月29日、段祺瑞内閣で朱深は司法部総長に特任された。翌1919年（民国8年）6月16日から12月3日まで、龔心湛臨時内閣と靳雲鵬内閣で内務部総長署理も兼任している。安直戦争で安徽派が敗北したことに伴い、1920年（民国9年）7月24日に朱深も司法部総長を辞任した。朱深は直隷派の意向による大総統・徐世昌の指名手配を受けたため、日本公使館を経て天津に逃げ込んだ。
第2次奉直戦争を経て段祺瑞が臨時執政として政界に返り咲くと、朱深も同様に復帰し、1925年（民国14年）1月29日、京師警察総監に特任された。同年7月2日、京師市政事宜督弁署理も兼任した。しかし同年12月、馮玉祥との対立で段が敗れて下野すると、朱もこれら各職を辞任した。その後は実業界に転じ、北京電燈公司協理となる。

### 親日政権時代

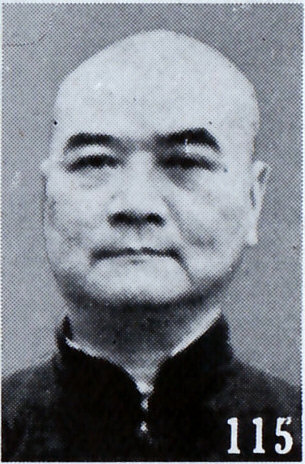
朱深別影

1937年（民国26年）12月、王克敏らが北京で中華民国臨時政府を創設する。朱深もこれに参加して、臨時政府常務委員（議政委員会常務委員）兼法部総長に任命された。翌1938年（民国27年）9月20日に中華民国維新政府との合流を協議する中華民国政府聯合委員会が創設されると、朱は臨時政府側の常任委員となっている。臨時政府最末期の1940年（民国29年）2月1日に華北電業株式会社が開業すると、朱が同社総裁を兼任した。
1940年（民国29年）3月30日、南京国民政府（汪兆銘政権）に臨時政府が合流し、華北政務委員会に改組される。同日、朱深は同委員会常務委員兼政務庁長に特派され、国民政府中央でも中央政治委員会聘請委員に任命された。
同年6月6日、汪兆銘（汪精衛）らとの政治的対立の末に王克敏が華北政務委員会委員長等を辞任すると、朱深も追随するかのように政務庁庁長の職務を離れ、7月17日に正式に辞職した。その一方で朱は、中央政治委員会聘請委員と華北政務委員会常務委員、華北電業総裁には留任している。
1943年（民国32年）2月8日、王揖唐の後任として朱深が華北政務委員会委員長に昇格し、同年4月1日に新設された華北剿共委員会総会の会長も兼任した。5月13日には、勲一等旭日大綬章を授与されている。しかし、委員長就任直後に胃癌と見られる重病に罹患していたことが判明する。急激に痩せていき、明らかに体調不良が極まっている様から、親交があった曹汝霖は朱に休養を勧めている。しかし、それでも朱は、大量の公文書に自ら目を通して査閲・決裁を続けたという。
同年7月2日、朱深は北京市東城大仏寺の自邸で死去した。享年65。

### 人物像
曹汝霖による朱深への人物評価は高い。北京政府時代の執務ぶりは「真面目で評判がよかった」とし、警察総監時代に執務室へ不法突入してきた学生と格闘した逸話を引いて、「文人でありながら、こんな勇気も持っていた」とも述べている。上述の華北政務委員会委員長就任後における朱の懸命な執務ぶりについても、「責任感が強い」故のことと見なしていた。